# Sinan-dong, Jinju
Sinan-dong (koreanska: 신안동) är en stadsdel i staden Jinju i provinsen Södra Gyeongsang i den södra delen av Sydkorea, 280 km söder om huvudstaden Seoul.